# Цетиризин
Цетиризи́н — лекарственное средство, конкурентный антагонист гистамина, метаболит гидроксизина, блокирует H1-гистаминовые рецепторы. Является рацемической смесью L- и D- энантиомеров, физиологической активностью обладает R-энантиомер — левоцетиризин, действующие дозы для которого в два раза ниже, чем у рацемического цетиризина.
Цетиризин входит в перечень жизненно необходимых и важнейших лекарственных препаратов.
Он был запатентован в 1981 году и вошёл в медицинское применение в 1987 году. С 2007 года одобрен для использования в США без рецепта.

## Фармакологическое действие
Конкурентный антагонист гистамина, метаболит гидроксизина, блокирует H1-гистаминовые рецепторы. Предупреждает развитие и облегчает течение аллергических реакций, обладает противозудным и противоэкссудативным действием. Влияет на раннюю стадию аллергических реакций, ограничивает высвобождение медиаторов воспаления на «поздней» стадии аллергической реакции, уменьшает миграцию эозинофилов, нейтрофилов и базофилов. Уменьшает проницаемость капилляров, предупреждает развитие отёка тканей, снимает спазм гладкой мускулатуры. Устраняет кожную реакцию на введение гистамина, специфических аллергенов, а также на охлаждение (при холодовой крапивнице). Снижает вызванный гистамином бронхоспазм при бронхиальной астме лёгкого течения. Практически не оказывает антихолинергического и антисеротонинового действия. В терапевтических дозах практически не вызывает седативного эффекта. Начало эффекта после разового приёма 10 мг цетиризина — 20 минут (у 50 % пациентов) и через 60 минут (у 95 % пациентов), продолжается более 24 ч. На фоне курсового лечения толерантность к антигистаминному действию цетиризина не развивается (при постоянном приёме есть случаи развития толерантности). После прекращения лечения действие сохраняется до 3 сут.

## Фармакокинетика
Быстро всасывается из желудочно-кишечного тракта, TCmax после приёма внутрь — около 1 ч. Биодоступность цетиризина при приёме в виде таблеток и сиропа одинакова. Пища не влияет на полноту всасывания (AUC), но удлиняет на 1 ч TCmax и снижает величину Cmax на 23 %. При приёме в дозе 10 мг 1 раз в день в течение 10 суток Css в плазме составляет 310 нг/мл и отмечается через 0,5—1,5 ч после приёма. Связь с белками плазмы — 93 % и не меняется при концентрации цетиризина в диапазоне 25-1000 нг/мл. Фармакокинетические параметры цетиризина меняются линейно при назначении его в дозе 5—60 мг. Объём распределения — 0,5 л/кг. В небольших количествах метаболизируется в печени путём О-дезалкилирования с образованием фармакологически неактивного метаболита (в отличие от других блокаторов H1-гистаминовых рецепторов, метаболизирующихся в печени с участием системы цитохрома P450). Не кумулирует. 2/3 препарата выводится в неизмененном виде почками и около 10 % — с каловыми массами. Системный клиренс — 53 мл в минуту. T1/2 у взрослых — 7—10 ч, у детей 6—12 лет — 6 ч, 2—6 лет — 5 ч, 0,5—2 лет — 3,1 ч. У пожилых больных T1/2 увеличивается на 50 %, системный клиренс снижается на 40 % (снижение функции почек). У больных с нарушением функции почек (КК ниже 40 мл/мин) клиренс препарата уменьшается, а T1/2 удлиняется (так, у больных, находящихся на гемодиализе, общий клиренс снижается на 70 % и составляет 0,3 мл/мин/кг, а T1/2 удлиняется в 3 раза), что требует соответствующего изменения режима дозирования. Практически не удаляется в ходе гемодиализа. У больных с хроническими заболеваниями печени (гепатоцеллюлярный, холестатический или билиарный цирроз печени) отмечается удлинение T1/2 на 50 % и снижение общего клиренса на 40 % (коррекция режима дозирования требуется только при сопутствующем снижении скорости клубочковой фильтрации). Проникает в грудное молоко.

## Показания к применению
Сезонный и круглогодичный аллергический ринит; аллергический конъюнктивит; поллиноз (сенная лихорадка); крапивница, в том числе хроническая идиопатическая крапивница; аллергический дерматит, кожный зуд, ангионевротический отёк, атопическая бронхиальная астма (в составе комплексной терапии).

## Противопоказания
Гиперчувствительность (в том числе к гидроксизину), беременность, период лактации.

### C осторожностью
Хроническая почечная недостаточность (средней и тяжёлой степени выраженности — требуется коррекция режима дозирования), пожилой возраст (возможно снижение клубочковой фильтрации), детский возраст (опыт применения у детей до 1 года недостаточен).

## Режим дозирования
Внутрь, таблетки запивают 200 мл воды, капли перед приёмом растворяют в воде. Взрослым и детям старше 6 лет — 10 мг 1 раз в день или по 5 мг 2 раза в день, детям 2—6 лет — 5 мг 1 раз в день или по 2,5 мг 2 раза в сутки, детям 1—2 лет — по 2,5 мг (по 5 капель) 2 раза в день. У пациентов со сниженной функцией почек (КК 30—49 мл/мин) назначают 5 мг/сут, при тяжёлой хронической почечной недостаточности (КК 10—30 мл/мин) — 5 мг/сут через день.

## Побочные эффекты
Сонливость, сухость во рту, ксерофтальмия; редко — головная боль, головокружение, мигрень, дискомфорт в желудочно-кишечном тракте, аллергические реакции (ангионевротический отёк, сыпь, крапивница, зуд).

### Передозировка

#### Симптомы (возникают при приёме однократной дозы 50 мг)
Сухость во рту, сонливость, задержка мочеиспускания, запоры, беспокойство, повышенная раздражительность.

#### Лечение
Промывание желудка, назначение симптоматических лекарственных средств. Специфического антидота не существует. Гемодиализ неэффективен.

## Особые указания
При превышении дозы 10 мг/сут способность к быстрым реакциям может ухудшиться. В рекомендуемых дозах не усиливает действие этанола (при его концентрации не более 0,8 г/л), тем не менее рекомендуется воздерживаться от его употребления во время лечения. В период лечения необходимо соблюдать осторожность при вождении автотранспорта и занятии другими потенциально опасными видами деятельности, требующими повышенной концентрации внимания и быстроты психомоторных реакций.

## Взаимодействие
Фармакокинетического взаимодействия с псевдоэфедрином, циметидином, кетоконазолом, эритромицином, азитромицином, диазепамом и глипизидом не обнаружено. Совместное назначение с теофиллином (400 мг/сут) приводит к снижению общего клиренса цетиризина (кинетика теофиллина не изменяется). Миелотоксические лекарственные средства усиливают проявления гематотоксичности препарата.